# Academia de Buenas Letras de Granada

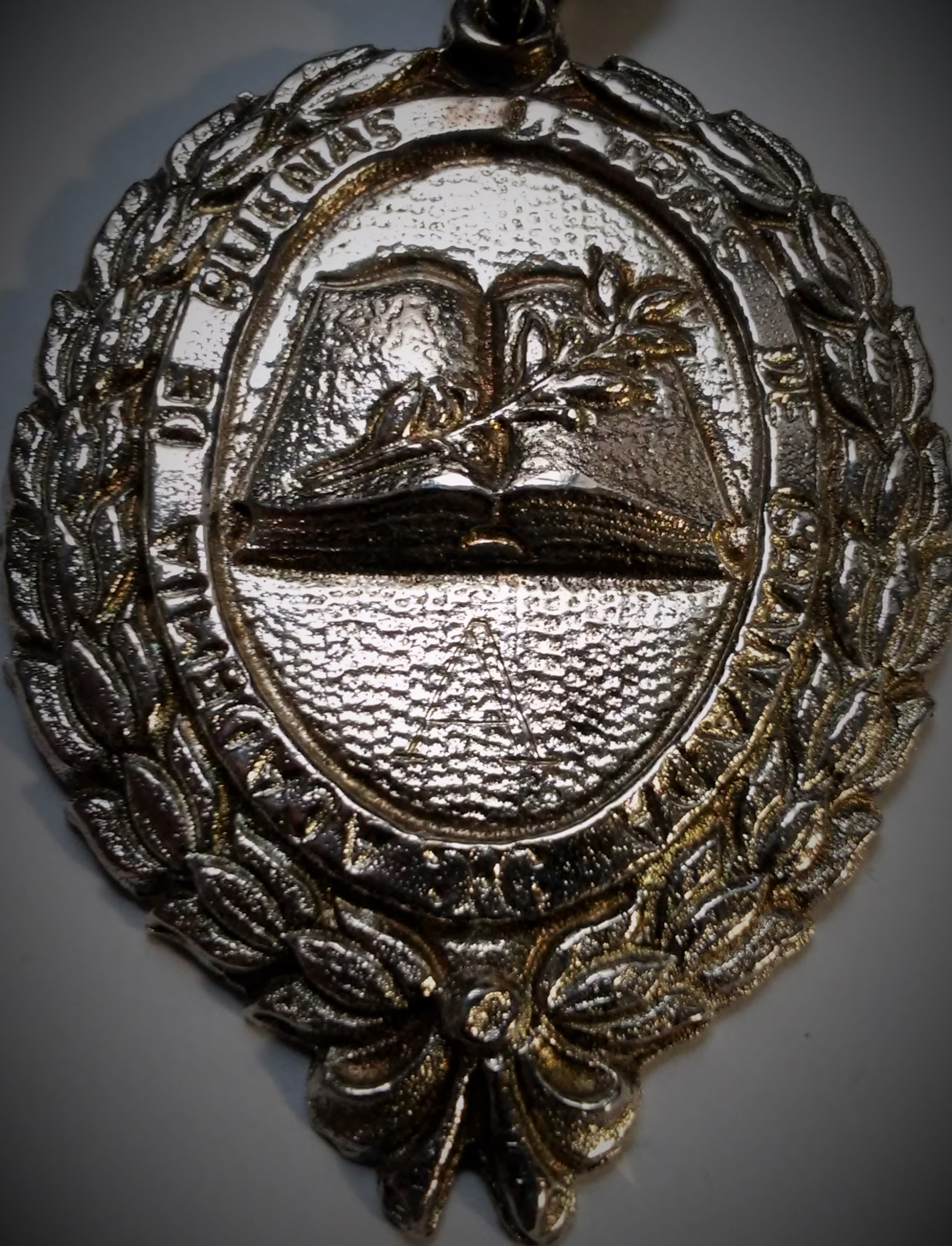
Medalla de la Academia de Buenas Letras de Granada

La Academia de Buenas Letras de Granada, con responsabilidad provincial y sede en dicha ciudad española, fue creada en septiembre de 2001. Integra el Instituto de Academias de Andalucía y es academia asociada al Instituto de España. El lema institucional de la Academia es Humilis Sapientia, y su símbolo corporativo, el mirto de la Alhambra de Granada, representado en una de sus ramas. Desde 2022, está presidida por el Excmo. Sr. D. José Antonio López Nevot. Está ubicada en Almona del Campillo, 2, 3º de Granada.

## Objeto y fines
Según se lee en el artículo 1º de sus Estatutos, renovados y aprobados por el Decreto 132/2024 de 23 de julio de la Consejería de Universidad, Investigación e Innovación de la Junta de Andalucía en 2024 (BOJA de 26 de julio de 2024), la Academia de Buenas Letras de Granada, corporación de derecho público, con personalidad jurídica propia, tiene los siguientes fines: "Promover el estudio y cultivo de las buenas letras, estimulando su ejercicio, y contribuir a ilustrar la historia de Granada y de España". Estos fines los habrá de conseguir mediante la publicación de Memorias y discursos y cualquier otra clase de escritos que pudieren contribuir a divulgar el conocimiento de la Literatura y promover su aprecio y valoración. También, recopilando y conservando libros, escritos y manuscritos, y cualquier documento relacionado con la Literatura; propiciando la edición de obras de interés o inéditas; formando una biblioteca especializada con colecciones referentes a los conocimientos que cultiva; organizando conferencias, cursos, concursos y seminarios; cultivando las relaciones con las demás academias, estableciendo con ellas intercambios; evacuando las consultas que se soliciten por parte del gobierno de la nación o de otras corporaciones y entidades, oficiales o particulares; además de celebrando convenios con otras entidades para el cumplimiento de sus fines específicas.

## Organización y funcionamiento
La Academia consta de: 
1. Veintinueve académicos de número a los que les corresponde una letra del abecedario de nuestra lengua, residentes en Granada o provincia que, al cumplir setenta y cinco años, pasan a la condición de supernumerarios.
2. Académicos honorarios.
3. Académicos correspondientes.

La Academia, regida por la Junta General y por la Junta de Gobierno, está integrada por siete secciones: Poesía, Narrativa, Teatro, Ensayo, Crítica, Traducción e Historia, constituidas a su vez por los académicos de número de la especialidad. 

## Junta de Gobierno actual
- José Antonio López Nevot, Presidencia
- Carmen Montes Cano, Vicepresidencia
- Guillermo Orozco Pardo, Secretaría general
- Miguel Arnas Coronado, Tesorería
- José Abad Baena, José Abad (escritor), Bibliotecario
- Juan Carlos Friebe Olmedo, Intervención

## Listados históricos de cargos

### Presidencia
- Arcadio Ortega Muñoz (2002-2008)
- Antonio Sánchez Trigueros (2008-2012)
- Antonio Chicharro Chamorro (2012-2016)
- José Luis Martínez-Dueñas Espejo (2016-2022)

### Vicepresidencia
- Andrés Soria Olmedo (2002-2004)
- Antonio Sánchez Trigueros (2004- 2008)
- Enrique Morón Morón (2008-2012)
- Antonio Chicharro Chamorro (2012)
- Concepción Argente del Castillo Ocaña (2012-2014)
- Jacinto Martín Martín (2014-2018)
- José Rienda Polo (2018-2025)

### Secretaría general
- Pilar Mañas Lahoz (2002-2003)
- Antonio Chicharro Chamorro (2003-2008)
- Wenceslao Carlos Lozano González (2008-2012)
- José Gutiérrez Rodríguez (2012-2015)
- José Rienda Polo (2015-2018)
- Virgilio Cara Valero (2018-2025)

### Tesorería
- Antonio Chicharro Chamorro (2002-2003)
- José Moreno Arenas (2003-2006)
- José Rienda Polo (2006-2007)
- José Ignacio Fernández Dougnac (2007-2025)

### Censores (2002-2024) / Intervención
- Rosaura Álvarez (J. Rosario Álvarez Rodríguez) (2002-2005)
- Enrique Martín Pardo (2005-2010)
- Juan Varo Zafra (2010-1012)
- Jacinto Martín Martín (2012-2014)
- Esteban de las Heras Balbás (2014-2016)
- José Luis Martínez-Dueñas Espejo (2016)
- Andrés Soria Olmedo (2016-2022)

### Bibliotecarios
- José Carlos Rosales Escribano (2002-2003)
- Amelina Correa Ramón (2003-2004)
- Julia Olivares Barrero (2004)
- Pedro Enríquez Martínez (2004-2007)
- José Rienda Polo (2007-2015)
- José Gutiérrez Rodríguez (2015-2022)

## Académicos de número

### Relación actual de numerarios
- Andrés Soria Olmedo (2002), Letra B
- Justo Navarro Velilla (2002), Letra G
- José Lupiáñez Barrionuevo (2003), Letra Q
- José Moreno Arenas (2003), Letra R
- Amelina Correa Ramón (2003), Letra U
- Fernando de Villena (Fernando Martín Villena) (2003), Letra W
- Pedro Enríquez Martínez (2004), Letra Z
- Julia Olivares Barrero (2004), Letra LL
- José Rienda Polo (2005), Letra O
- José Ignacio Fernández Dougnac (2005), Letra I
- José Vicente Pascual González (2006), Letra M
- Juan Varo Zafra (2008), Letra E
- José Gutiérrez Rodríguez (2009), Letra D
- Sultana Wahnón Bensusan (2009), Letra Y
- Pilar Núñez Delgado (2013), Letra J
- Ángel Olgoso (2014), Letra V
- Virgilio Cara Valero (2016), Letra P
- José Antonio López Nevot (2017), Letra X
- José Abad Baena, José Abad (escritor) (2021),Letra S
- Juan Carlos Friebe Olmedo (2022),Letra H
- Jesús Lens Espinosa de los Monteros (2022),Letra T
- Alejandro Castañeda Castro (2023), Letra N
- Carmen Montes Cano (2023), Letra A
- Francisco Sánchez-Montes González (2023), Letra C
- Erika Martínez Cabrera (2024), Letra F
- Gracia Morales Ortiz, Letra K
- Guillermo Orozco Pardo (2024), Letra Ñ

### Relación histórica de numerarios
- Antonio Chicharro Chamorro (2002-2021), Letra A
- Andrés Soria Olmedo (2002), Letra B
- José Carlos Rosales Escribano (2002-2020), Letra C
- Arcadio Ortega Muñoz (2002-2008), Letra D
- Rosaura Álvarez (J. Rosario Álvarez Rodríguez) (2002-2005)  , Letra E
- Pilar Mañas Lahoz (2002-2022), Letra F
- Justo Navarro Velilla (2002), Letra G
- Francisco Izquierdo Martínez † (2002-2004), Letra H
- Rafael Guillén García  † (2002-2004), Letra I
- Antonio Sánchez Trigueros (2002-2013), Letra J
- Manuel Villar Raso † (2002-2006), Letra K
- José García Ladrón de Guevara † (2002-2005), Letra M
- Antonio Enrique (Antonio Rodríguez Martínez) (2003-2023), Letra Ñ
- José Lupiáñez Barrionuevo (2003), Letra Q
- Juan de Loxa (Juan García Pérez) † (2003-2014), Letra P
- José Moreno Arenas (2003), Letra R
- Gregorio Morales Villena † (2003-2015), Letra S
- Álvaro Salvador Jofre (2003-2008), Letra T
- Amelina Correa Ramón (2003), Letra U
- Enrique Martín Pardo (2003-2013), Letra V
- Fernando de Villena (Fernando Martín Villena) (2003), Letra W
- Enrique Morón Morón (2003-2012), Letra X
- Juan J. León García † (2004-2008), Letra Y
- Pedro Enríquez Martínez (2004),  Letra Z
- Julia Olivares Barrero (2004-2023), Letra LL
- Eduardo Castro Maldonado (2005-2018), Letra H
- Antonio Carvajal Milena (2005-2013), Letra L
- Concepción Argente del Castillo Ocaña (2005-2014), Letra N
- José Rienda Polo (2005), Letra O
- José Ignacio Fernández Dougnac (2005), Letra I
- José Vicente Pascual González (2006), Letra M
- Wenceslao Carlos Lozano González (2007-2022), Letra K
- Juan Varo Zafra (2008), Letra E
- José Gutiérrez Rodríguez (2009), Letra D
- Sultana Wahnón Bensusan (2009), Letra Y
- Jacinto Martín Martín (2010-2018), Letra T
- Pilar Núñez Delgado (2013), Letra J
- Esteban de las Heras Balbás (2013-2015), Letra X
- Ángel Olgoso (2014), Letra V
- José Luis Martínez-Dueñas Espejo (2015-2023), Letra L
- Virgilio Cara Valero (2016), Letra P
- Miguel Arnas Coronado (2016-2019), Letra N
- José Antonio López Nevot (2017), Letra X
- José Abad Baena, José Abad (escritor) (2021),Letra S
- Juan Carlos Friebe Olmedo (2022),Letra H
- Jesús Lens Espinosa de los Monteros (2022),Letra T
- Alejandro Castañeda Castro (2023), Letra N
- Carmen Montes Cano (2023), Letra A
- Francisco Sánchez-Montes González (2023), Letra C
- Erika Martínez Cabrera (2024), Letra F
- Gracia Morales Ortiz (2024), Letra K
- Guillermo Orozco Pardo (2024), Letra

### Académicos electos
- Luis García Montero (2002)
- Juan Carlos Rodríguez Gómez † (2002-2016)
- Ángeles Mora Fragoso (2003)
- José Andrés de Molina Redondo † (2006)

## Académicos supernumerarios

### Relación actual de supernumerarios
- Rosaura Álvarez (J. Rosario Álvarez Rodríguez) (2005)
- Arcadio Ortega Muñoz (2008)
- Enrique Morón Morón (2012)
- Enrique Martín Pardo (2013)
- Antonio Sánchez Trigueros (2013)
- Antonio Carvajal Milena (2013)
- Concepción Argente del Castillo Ocaña (2014)
- Esteban de las Heras Balbás (2015)
- Eduardo Castro Maldonado (2018), Letra H
- Jacinto Martín Martín (2018), Letra T
- Miguel Arnas Coronado (2019), Letra N
- José Carlos Rosales Escribano (2020), Letra C
- Antonio Chicharro Chamorro (2021) Letra A
- Pilar Mañas Lahoz (2022), Letra F
- Wenceslao Carlos Lozano González (2022), Letra K
- Antonio Enrique (Antonio Rodríguez Martínez) (2023), Letra Ñ
- José Luis Martínez-Dueñas Espejo (2023), Letra L

### Relación histórica de supernumerarios
- Francisco Izquierdo Martínez † (2004)
- Rafael Guillén García †  (2004-2023)
- José García Ladrón de Guevara † (2005-2019)
- Rosaura Álvarez (J. Rosario Álvarez Rodríguez) (2005)
- Manuel Villar Raso † (2007-2015)
- Arcadio Ortega Muñoz (2008)
- Enrique Morón Morón (2012)
- Enrique Martín Pardo (2013)
- Antonio Sánchez Trigueros (2013)
- Antonio Carvajal Milena (2013)
- Juan de Loxa (Juan García Pérez) † (2014)
- Concepción Argente del Castillo Ocaña (2014)
- Esteban de las Heras Balbás (2015)
- Eduardo Castro Maldonado (2018)
- Jacinto Martín Martín (2018), Letra T
- Miguel Arnas Coronado (2016), Letra N
- José Carlos Rosales Escribano (2021), Letra C
- Antonio Chicharro Chamorro (2021) Letra A
- Pilar Mañas Lahoz (2022), Letra F
- Wenceslao Carlos Lozano González (2022), Letra K
- Antonio Enrique (Antonio Rodríguez García) (2023), Letra Ñ
- José Luis Martínez-Dueñas Espejo (2015), Letra L

## Académicos honorarios
- Francisco Ayala García-Duarte † (2004 - 2009)
- Gregorio Salvador Caja † (2008-2020)
- Antonio Gallego Morell † (2008 - 2009)
- Tico Medina (Escolástico Medina García) † (2009-2021)
- Antonio Muñoz Molina (2015)
- Pedro Cerezo Galán (2021)

## Académicos correspondientes
- Manuel Urbano Pérez Ortega † (2006-2013) , JAÉN
- Julio Alfredo Egea Reche † (2006-2018), ALMERÍA
- Manuel Ángel Vázquez Medel (2006), HUELVA
- Antonio Garrido Moraga † (2007-2017), MÁLAGA
- María Rosal Nadales (2007), CÓRDOBA
- José Antonio Hernández Guerrero (2007), CÁDIZ
- Rogelio Reyes Cano (2007), SEVILLA
- Gerardo Piña-Rosales (2009), NUEVA YORK (EE.UU.)
- Luis Alberto de Cuenca Prado (2009), MADRID
- José Romera Castillo (2009), MADRID
- Edmond Cros † (2010-2019), MONTPELLIER (FRANCIA)
- Rosario Trovato (2010), CATANIA (ITALIA)
- Richard Cardwell (2011), NOTTINGHAM (REINO UNIDO)
- Francisco Gil Craviotto † (2011-2024), PARÍS (FRANCIA)
- Stylianós Karagiánnis  (2011), ATENAS (GRECIA)
- Francisco Morales Lomas (2014), JAÉN
- Antonina Rodrigo García (2014), BARCELONA
- Antonio Gamoneda Lobón (2015), LEÓN
- Francisco Javier Díez de Revenga Torres (2016), MURCIA
- María Pilar Celma Valero (2018), VALLADOLID
- Guillermo Eduardo Pilía (2018), LA PLATA (ARGENTINA)
- Francisco López Barrios (2019), ALMERÍA
- Antonio Rodríguez Jiménez (2020), GUADALAJARA (MÉXICO)
- Antonio Praena Segura (2022), VALENCIA
- Aurora Luque Ortiz (2022), MÁLAGA
- Andrés Morales Milohnic (2023) SANTIAGO DE CHILE

## Presidentes de Honor
- Arcadio Ortega Muñoz
- Antonio Sánchez Trigueros
- Antonio Chicharro Chamorro

## Publicaciones (en sitio web oficial de la Academia)

### Discursos

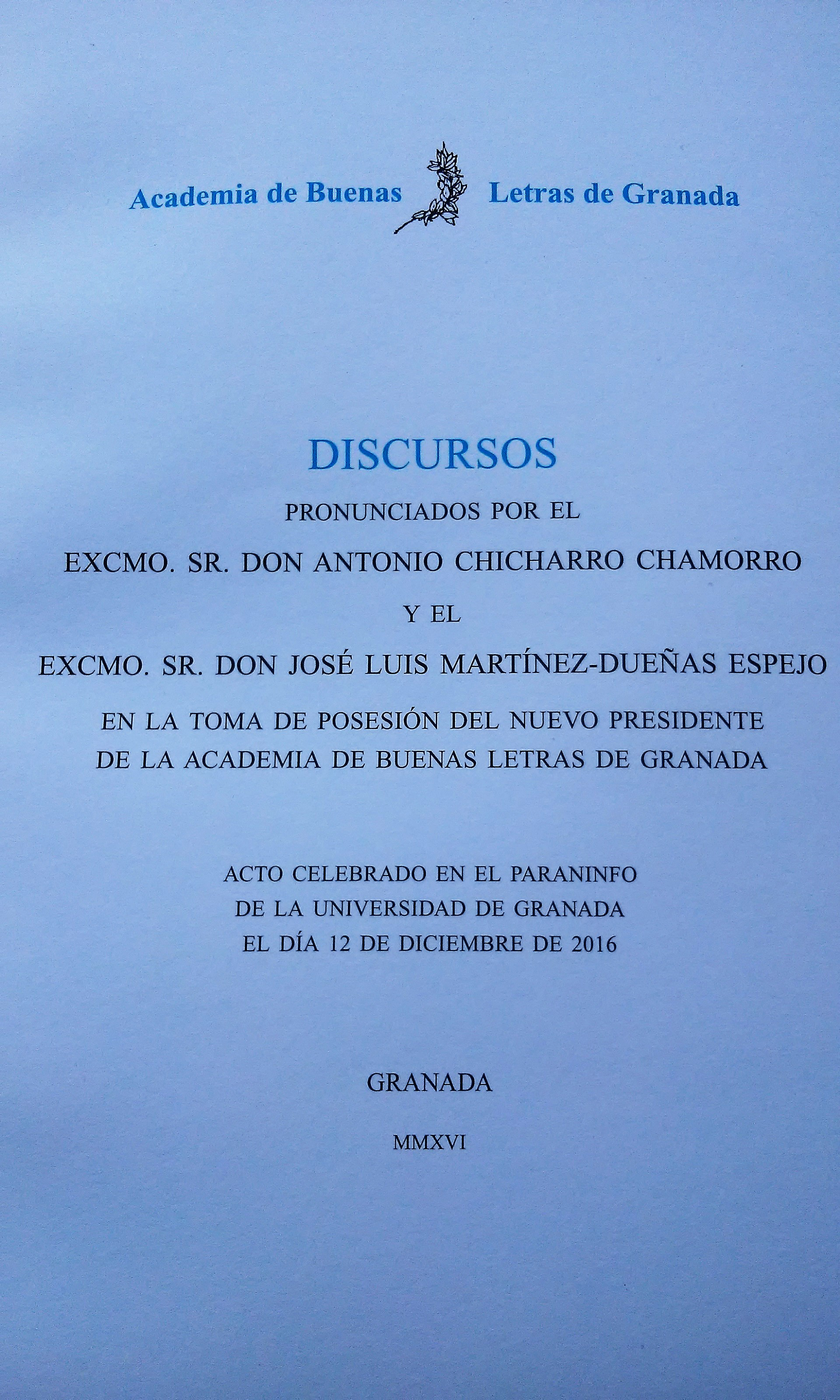
Discursos pronunciados en la junta pública del 12 de diciembre de 2016

(2002) La Academia de Buenas Letras de Granada en el mundo de las Academias, por Arcadio Ortega Muñoz.
(2002) Francisco Ayala: escritura y compromiso, por Antonio Chicharro Chamorro.
(2002) Francisco García Lorca (1902-1976): para una biografía intelectual, por Andrés Soria Olmedo.
(2003) Una poética temporal, por José Carlos Rosales.
(2003) Sobre nueva poesía de mujer en España, por Rosaura Álvarez.
(2003) Rafael Cansinos Assens y la revista La Alhambra, por Pilar Mañas.
(2003) El cónsul imposible Ángel Ganivet, por Justo Navarro.
(2003) El relato en la literatura granadina del siglo XIX (Tradiciones, leyendas y cuadros de costumbres), por Francisco Izquierdo Martínez.
(2003) Renacer poético en la Granada de la postguerra (Grupo "Versos la aire libre"), por Rafael Guillén.
(2003) Algunas consideraciones sobre la consolidación crítica del concepto idealista de literatura, por Antonio Sánchez Trigueros.
(2003) La literatura española en África, por Manuel Villar Raso.
(2004) Fantasmas de Granada, por José García Ladrón de Guevara.
(2004) Alhambra: la construcción del paraíso, por Antonio Enrique.
(2004) Mariana Pineda, mártir de la leyenda. En el 200 aniversario de su nacimiento, 1804-2004, por Francisco Izquierdo Martínez.
(2004) Francisco Izquierdo: un nombre granadino para la Historia de las Letras y del Arte en el siglo XX, por Rafael Guillén.
(2004) Silene y Ánade: dos colecciones poéticas granadinas de los años setenta, por José Lupiáñez.
(2005) El silencio de la palabra en el teatro mínimo de Federico García Lorca, por José Moreno Arenas.
(2005) Poemas inéditos traspapelados, por José García Ladrón de Guevara.
(2005) ¿Qué es erotismo?, por Gregorio Morales.
(2005) Crónica de la ciudad finisecular: Granada, 1899, por Amelina Correa Ramón.
(2005) Las palabras del negocio, o una aproximación al uso comercial de la lengua, por Enrique Martín Pardo.
(2005) Un "Locus Amoenus" granadino: Valparaíso, por Fernando de Villena.
(2005) La Alpujarra: poesía popular y poesía culta, por Enrique Morón.
(2006) Disquisiciones sobre la poesía satírica, por Juan J. León.
(2006) Alhambra y Generalife. Breve itinerario poético del agua, por Pedro Enríquez Martínez.
(2006) -Granada en el lienzo de plata (Texto leído y cantado por su autor en homenaje a D. Francisco Ayala) , por Juan de Loxa.
(2004) -El vino en la literatura (Breve ensayo preliminar para una futura antología), por Eduardo Castro (8 de mayo de 2006)
(2006) Granada en la poesía del regreso de Rafael Alberti, por Álvaro Salvador Jofre.
(2006) Unidades fraseológicas y creación narrativa en El mensaje de Francisco Ayala, por Antonio Chicharro Chamorro.
(2006) Elena Martín Vivaldi, una poblada soledad, por Julia Olivares.
(2006) La cadencia en el verso, por Antonio Carvajal Milena.
(2007) El dueño de la historia. Homenaje a Ortega, por Manuel Villar Raso.
(2007) No son ángeles ya... Una revisión del surrealismo desde la poética del compromiso en Alberti, por Concepción Argente del Castillo Ocaña.
(2007) El sueño legible: disertaciones sobre educación y literatura infantil, por José Rienda Polo.
(2007) Sobre la recepción poética de los Plomos del Sacromonte, siglos XVI y XVII, por José Ignacio Fernández Dougnac.
(2007) El realismo de lo singular. Individuo versus ideología en la narrativa de occidente , por José Vicente Pascual.
(2007) (Intento de) acercamiento a la persona y la obra lingüística de un maestro: José Andrés de Molina Redondo (1940-2007), por Mª Luisa Calero Vaquera.
(2007) Recado de escribir, por Manuel Urbano Pérez Ortega.
(2007) Lujos y miserias. Anecdotario de historias y prehistorias en la poesía granadina s mediados del siglo XX, por Julio Alfredo Egea.
(2008) Juan Ramón Jiménez y Federico García Lorca, por Manuel Ángel Vázquez Medel.
(2008) Fuente literaria de la vanitas barroca. Fray Luis de Granada, por Antonio Garrido Moraga.
(2008) Violencia simbólica en formas de cultura popular. Aspectos léxico-semánticos en los chistes sexistas, por María Rosal Nadales.
(2004) -La Literatura: una lectura de la vida, por José Antonio Hernández Guerrero (7 de abril de 2008)
(2008) Intrahistoria de la Academia de Buenas Letras de Granada en su primer sexenio, por Arcadio Ortega Muñoz.
(2008) Traducir literatura o crear recreando, por Wenceslao-Carlos Lozano.
(2009) La ironía trágica de Guerra de Granada, de Don Diego Hurtado de Mendoza, por Juan Varo Zafra.
(2009) Juan Jesús León: ingenio y verdad, por José Lupiáñez.
(2010) Noches de solo riguroso. Aproximación a la poesía de Javier Jurado Molina, por José Gutiérrez.
(2010) El campo y las cenizas: imágenes del Holocausto en la poesía española de posguerra, por Sultana Wahnón.
(2010) El frío histórico. Literatura y antropología en José Heredia Maya, por José Rienda.
(2010) El Libro de buen amor, un grito de libertad, por Jacinto Martín Martín.
(2011) Gabriel Celaya frente a la idea de Europa y ante las letras de Granada, por Antonio Chicharro Chamorro.
(2011) Presente y pasado de las Academias literarias de Granada, por Antonio Sánchez Trigueros.
(2012) Historia, literatura, vida, por José Romera Castillo.
(2012) El Sena, río literario, por Francisco Gil Craviotto.
(2012) Poesía y dolor, por Luis Alberto de Cuenca.
(2012) Nos queda la palabra, por Escolástico Medina García (Tico Medina).
(2013) De Mateo Alemán a Miguel de Cervantes: los orígenes de la novela europea en España, por Edmond Cros.
(2013) La enseñanza de la teoría literaria, por Antonio Sánchez Trigueros.
(2014) Oficio de Vísperas, por Esteban de las Heras Balbás.
(2014) La tarea del traductor, por Rosario Trovato.
(2014) Determinación de claridad. Memoria de la escuela en Antonio Muñoz Molina, por Pilar Núñez Delgado.
(2014) La persistencia de la memoria, por Antonina Rodrigo.
(2015) La lírica conmovedora de Francisco García Lorca, por Francisco Morales Lomas.
(2015) Teresa de Jesús, una escritora del siglo XVI, por Concepción Argente del Castillo Ocaña.
(2015) Las luciérnagas de lo breve, lo extraño y lo imaginativo, por Ángel Olgoso.
(2015) La Granada de los otros y las letras inglesas, por José Luis Martínez-Dueñas Espejo.
(2015) Elogio griego a Juan Ramón Jiménez, por Stylianós Karagiánnis.
(2016) Miscelánea y palimpsesto en el epistolario de Ángel Ganivet, por Virgilio Cara Valero.
(2016) Estructuras musicales en la narrativa, por Miguel Arnas Coronado.
(2016) Manuel Villar Raso: de la Castilla ancestral al África insondable, por Antonio Enrique.
(2016) Del Cervantes de Luis Rosales al de Francisco Ayala, por Francisco Javier Díez de Revenga.
(2016) Discursos pronunciados en el acto de toma de posesión del nuevo presidente de la Academia, por Antonio Chicharro Chamorro y José Luis Martínez-Dueñas Espejo.
(2017) Una novela de Granada, por Antonio Muñoz Molina.
(2017) Oficio de historiador, oficio de narrador, por José Antonio López Nevot.
(2018) Sin propósito de enmienda, por Esteban de las Heras Balbás.
(2018) El prestidigitador de Poesía 70 (Homenaje a Juan de Loxa), por Eduardo Castro Maldonado.
(2018) Federico García Lorca en la Universidad Nacional de la Plata, por Guillermo Eduardo Pilía.
(2019) La inmigración magrebí en el relato español actual, por María Pilar Celma Valero.
(2019) Mi historia, algunos casos que recordar quisiera, por Miguel Arnas Coronado.
(2019) La materia de los sueños, por Francisco López Barrios.
(2020) Contaminación, deterioro y empobrecimiento de la lengua, por Eduardo Castro Maldonado.
(2020) La narrativa de Miguel Delibes y su compromiso ético y estético, por Mª Pilar Celma.
(2021) La singularidad creativa en la poesía contemporánea, por Antonio Rodríguez Jiménez.
(2021) Literatura hispana en las Estados Unidos: la narrativa, por Gerardo Piña-Rosales.
(2021) Tres escritores granadinos y sus sendas búsquedas del 'alma de las calles' y 'sus ruinas', por Richard A. Cardwell.
(2021) El toreo:¿arte o barbarie?, Por Francisco López Barrios.
(2021) Un poeta en prosa: aproximación al periodismo literario de José G. Ladrón de Guevara, por Antonio Chicharro Chamorro. 
(2021) Los últimos Gatopardos, Por José Abad (escritor) Baena.
(2022) Lenguaje, silencio, poesía y acción: el jardín de los senderos que confluyen, por Juan Carlos Friebe Olmedo.
(2022) Variaciones del mito de Antígona en la España del siglo XX: S. Espriu, J. Bergamín y M. Zambrano, por Pedro Cerezo Galán.
(2022) Las películas más grandes jamás filmadas, por Jesús Lens Espinosa de los Monteros.
(2023) Metonimias gramaticales. Atajos conceptuales en el corazón de la lengua, por Alejandro Castañeda Castro.
(2023) Cada libro es mi primer libro, por Carmen Montes Cano.
(2023) Origen y destino de una poética teologal, por Antonio Praena Segura.
(2023) Reflexiones sobre la vitalidad de la tragedia clásica (con preludios lorquiano y galveciano), por Aurora Luque.
(2023) Federico García Lorca y la poesía chilena contemporánea, por Andrés Morales.
(2023) Aunque ya faltan Sus Reyes, Su Gran Majestad le basta, por Francisco Sánchez-Montes González
(2024) La causa de la poesía, por Erika Martínez Cabrera
(2024) Los toros en las buenas letras. Recuerdos de una afición, por José Luis Martínez-Dueñas Espejo
(2024) Ser la voz de otro, por Wenceslao-Carlos Lozano
(2024) Por una dramaturgia de la in-quietud, por Gracia Morales Ortiz
(2024) Discurso para una academia, por Guillermo Orozco Pardo

### Diccionario de Autores Granadinos(DAG)
Enlace al DAG

#### Coordinación
- Eduardo Castro Maldonado

### Boletín de la Academia de Buenas Letras de Granada
Enlace al Boletín de la Academia de Buenas Letras de Granada

#### Dirección
- Jacinto Martín Martín. Primera época, números 1-18 (2013-2021)
- Eduardo Castro Maldonado. Segunda época, números 19-00 (2022-0000)

## Colección Mirto Academia
- Colección Mirto Academia
- Colección Mirto Joven

## Fondo de libros digitalizados de literatura granadina
La Academia de Buenas Letras de Granada ofrece un fondo de libros de interés en el ámbito de su competencia, las letras granadinas, agotados y de difícil acceso mediante su digitalización. Enlace al fondo: Libros digitalizados de acceso libre

## Premio "Francisco Izquierdo" de Literatura Granadina
La Academia de Buenas Letras de Granada convoca anualmente el PREMIO “FRANCISCO IZQUIERDO” DE LITERATURA GRANADINA, hasta 2014 nombrado como PREMIO "FRANCISCO IZQUIERDO" DE ESTUDIOS LITERARIOS SOBRE GRANADA, con objeto de distinguir una labor, trayectoria, publicación o investigación que constituya una aportación de calidad a la literatura granadina, al tiempo que pretende recordar la figura del académico Francisco Izquierdo, escritor granadino, erudito en muy diversos aspectos de la cultura y literatura de Granada, artista plástico y editor. Estudios, autores, escritores, asociaciones e instituciones premiados:
- 2005 	Dramaturgos granadinos, de Andrés Molinari

- 2006	Si proche de Grenade, de Antonio Carvajal, de Joëlle Guatelli-Tedeschi (dir.) / “Fabián Vidal”: periodista y literato (Enrique Fajardo Fernández a través de algunas revistas y periódicos granadinos, 1899-1936), de Juana María González García (ex aequo)

- 2007	La literatura en la prensa periódica granadina (1915-1936), de Clara Eugenia Peragón López

- 2008	José Martín Recuerda en la escena española, de Antonio César Morón Espinosa

- 2009	Francisco Ayala y el mundo clásico, de Inmaculada López Calahorro

- 2010	La poesía de Antonio Carvajal. Aproximación a una estética vitalista, de Ana Isabel Torres Lozano

- 2011	Las formas del compromiso ético en las Trilogías indigestas de José Moreno Arenas, de Carlos Sáinz-Pardo González

- 2012	Darro gentil. La poesía en prosa de Antonio Carvajal, de José Cabrera Martos

- 2013	Cuadernos del Mediodía. Suplemento de las artes, letras e ideas del Diario de Granada, de María José Sánchez Montes

- 2014	Ángel Moyano, de Ediciones Port Royal / Grupo de Investigación Aula-Biblioteca Mira de Amescua de la Universidad de Granada (ex aequo)

- 2015	Centro Artístico, Literario y Científico de Granada

- 2016	Alfredo Arrebola, cantaor

- 2017	Biblioteca de la Universidad de Granada / Rafael Rodríguez Almodóvar, poeta (ex aequo)

- 2018 	Asociación Cultural Entrelibros

- 2019	Patronato Cultural Federico García Lorca de la Diputación de Granada / Fernando Alguacil Rodríguez, escritor (ex aequo)

- 2020	Callejero emocional de Granada, de Francisco González Arroyo, Mikel Astrain Gallart y Juan Antonio Lao Pérez

- 2021	Don Miguel J. Carrascosa Salas, escritor

- 2022	Asociación Cultural “Juan Gutiérrez Padial” de Lanjarón (Granada)

- 2023	Miguel Serrano y su compañía “Teatro para un instante”

- 2024	Enrique Lanz (modalidad individual) / Aula de Pensamiento Francisco Javier de Burgos de Motril (modalidad institucional)